# والتر كينغ ستابلتون
والتر كينغ ستابلتون (بالإنجليزية: Walter King Stapleton)‏ هو قاضي ومحامي أمريكي، ولد في 2 يونيو 1934 في كوثبرت في الولايات المتحدة.